# Giovanni Battista Guccia
Giovanni Battista Guccia dei marchesi di Ganzaria (Palermo, 21 ottobre 1855 – Palermo, 29 ottobre 1914) è stato un matematico italiano, fondatore del Circolo Matematico di Palermo.

## Biografia
Iniziò i suoi studi universitari a Palermo, per poi spostarsi a Roma (su suggerimento dello zio Giulio Fabrizio Tomasi, Principe di Lampedusa) dove conseguì la laurea nel 1880 sotto la guida di Luigi Cremona. Nel 1884 fondò il Circolo Matematico di Palermo, una delle più antiche società matematiche italiane, che dall'anno successivo iniziò a pubblicare i Rendiconti del Circolo Matematico di Palermo. A lungo i Rendiconti mantennero la fama di una delle più prestigiose riviste matematiche, pubblicando articoli di alcuni tra i più noti matematici, quali ad esempio David Hilbert, Noether e Poincaré, oltre che alcuni articoli di Guccia stesso.
Nel 1894 gli fu conferita la Cattedra di geometria superiore all'Università di Palermo, incarico che mantenne fino alla morte.

## La medaglia Guccia
A Guccia si deve anche l'istituzione della Medaglia Guccia, premio di geometria da lui stesso creato e finanziato e che venne conferito una sola volta nel 1908 al matematico Francesco Severi per i suoi lavori di Geometria sopra le superficie algebriche, all'inaugurazione del IV Congresso Internazionale dei Matematici di Roma.
La commissione internazionale di giuria del premio era costituita da tre membri, Corrado Segre, Henri Poincaré dell'Università di Parigi e Max Noether dell'Università di Erlangen. Il premio consisteva in una somma in denaro di 3 000 lire e in una medaglia d'oro riproducente un ritratto di Archimede e venne conferito dal Circolo matematico di Palermo.